# Коста Попспирков
Коста Попспирков (Спирков) (изписване до 1945 година: Коста попъ Спирковъ) е български предприемач и общественик от Македония.

## Биография
Коста Попспирков е роден в град Прилеп, тогава в Османската империя. Заедно с брат си Григор имигрира в София, България, където се занимават с търговия и имат собствена печатница. Печатат „Глас македонски“, а Коста Спирков е касиер на „Македонски глас“ и член на едноименното дружество. Близки приятели са с Марко Цепенков.